# ユーリカ (曲)
『ユーリカ』は、そらるの通算2枚目のシングル。2019年3月6日にVirgin Music（ユニバーサル ミュージック）よりリリースされた。

## 概要
前作より4ヶ月ぶりとシングル。音楽活動開始10周年記念作品第2弾。ジャケットデザインはクリエイターの輝竜司。
表題曲の「ユーリカ」は毎日放送系テレビドラマ「ゆうべはお楽しみでしたね」（原作:金田一蓮十郎）のオープニングテーマに起用された。ドラマ主題歌に起用されるのは自身初。
2019年1月30日に各種音楽サイトで先行配信。

### 仕様
「通常盤」「初回限定盤A」「初回限定盤B」の3形態で発売。
- 初回限定盤A：「ユーリカ」実写のミュージックビデオ及びミュージックビデオメイキング映像収録のDVD付き。
- 初回限定盤B：カバー歌唱の映像&企画映像の2種収録のDVD付き。
- 通常盤：初回封入特典としてフォトカード1種（全5種）がランダム封入。

## チャート成績
- 2019年3月6日付のオリコン週間ランキングでは初動3万4千枚を売り上げ、週間3位にランクインした。月間では4万1千枚で15位。

## ミュージック・ビデオ
2019年2月22日に公開。監督はかとうみさと。
- 出演：ゆうたろう、加藤小夏
- PixelArt&Animation：m7kenji
- Producer:：荻生捷
- Line producer：車行健

## 収録曲
全曲作詞：そらる
1. ユーリカ [5:1]
（作曲：そらる／編曲：三矢禅晃）
2. 群青のムジカ [4:52]
（作曲・編曲：じん）
3. 長い坂道 [6:12]
（作曲：そらる／編曲：SUNNY）

DVD（初回限定盤A）
1. ユーリカ (Music Video)
2. ユーリカ (Music Video メイキング映像)

DVD（初回限定盤B）
1. 奏（かなで） (Studio Session) / スキマスイッチのカバー歌唱映像
2. そらるのマザー牧場行ってみた[5]

## イベント
そらる「ユーリカ」発売記念イベント
- 2019年3月25日（月）大阪府内
- 2019年3月29日（金）愛知県 名古屋市内
- 2019年4月7日（日）東京都内

そらる「ユーリカ発売記念1日限りの無料アコースティックライブ」
- 2019年5月12日（日）東京都 品川インターシティホール